# Patty Sheehan

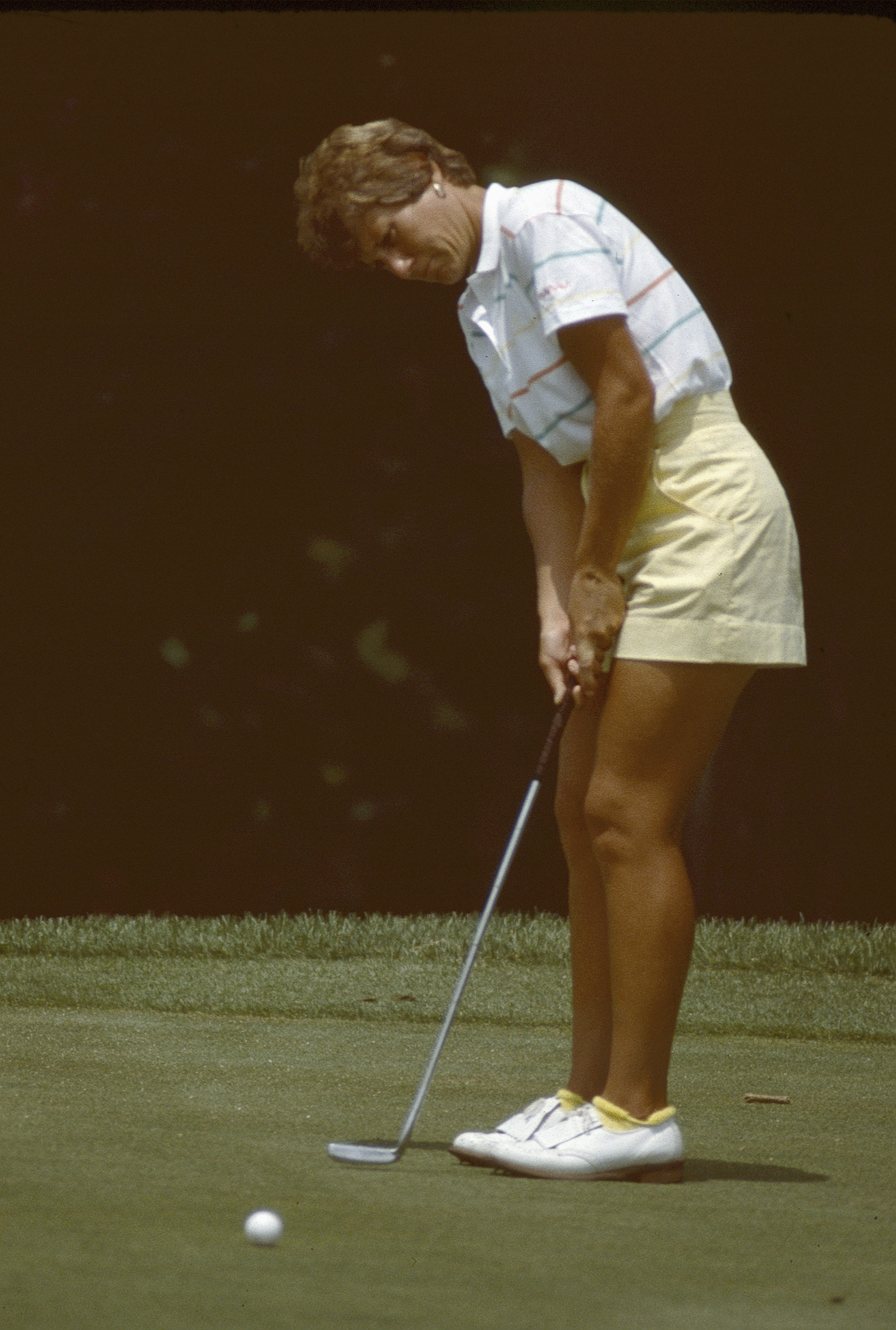
Patty Sheehan

Patty Sheehan, född 27 oktober 1956 i Middlebury, Vermont, är en amerikansk professionell golfspelare.
Sheehan stora intresse som barn var skidåkning och vid 13 års ålder var hon en av landets bästa juniorer. Det blev dock golfen som kom att bli hennes val av idrott och som amatör vann hon en rad tävlingar mellan 1975 och 1980 då hon blev professionell och medlem på LPGA-touren. Hon vann 35 tävlingar på touren, bland annat sex majors. Hon slutade bland de tio bästa på penninglistan under alla år mellan 1982 och 1993.
Hon spelade för USA i Solheim Cup 1990, 1992, 1994 och 1996 och var kapten för laget 2002 och 2003.

## Meriter

### Majorsegrar
- 1983 LPGA Championship
- 1984 LPGA Championship
- 1992 US Womens Open
- 1993 LPGA Championship
- 1994 US Womens Open
- 1996 Kraft Nabisco Championship

### LPGA-segrar
- 1981 Mazda Japan Classic
- 1982 Orlando Lady Classic, SAFECO Classic, Inamori Classic
- 1983 Corning Classic, Henredon Classic, Inamori Classic
- 1984 Elizabeth Arden Classic, McDonald's Kids Classic, Henredon Classic
- 1985 Sarasota Classic, J&B Scotch Pro-Am
- 1986 Sarasota Classic, Kyocera Inamori Classic, Konica San Jose Classic
- 1988 Sarasota Classic, Mazda Japan Classic
- 1989 Rochester International
- 1990 The Jamaica Classic, McDonald's Championship, Rochester International, PING-Cellular One Golf Championship, SAFECO Classic
- 1991 Orix Hawaiian Ladies Open
- 1992 Rochester International, Jamie Farr Toledo Classic
- 1993 Standard Register PING
- 1994 1995 Rochester International, SAFECO Classic

### Inofficiella segrar
- 1992 Wendy's Three-Tour Challenge (med Dottie Pepper och Nancy Lopez)
- 1994 JCPenney/LPGA Skins Game

### Utmärkelser
- 1981 Rookie of the Year
- 1983 Rolex Player of the Year
- 1984 Vare Trophy, Golf Writers Association of America (GWAA) Female Player of the Year
- 1986 Samaritan Award
- 1988 Charles Bartlett Award (GWAA)
- 1990 Collegiate Golf Hall of Fame
- 1993 World Golf Hall of Fame, Golf Writers Association of America (GWAA) Female Player of the Year
- 1994 Flo Hyman Award
- 1999 San Jose Sports Hall of Fame
- 2002 Patty Berg Award